# Cocumont
Cocumont é uma comuna francesa na região administrativa da Nova Aquitânia, no departamento Lot-et-Garonne. Estende-se por uma área de 25,32 km². Em 2010 a comuna tinha 1 088 habitantes (densidade: 43 hab./km²).